# 苍白秤钩风
苍白秤钩风（学名：Diploclisia glaucescens）为防己科秤钩风属下的一个种。